# Arbiblatta syriaca
Arbiblatta syriaca är en kackerlacksart som först beskrevs av Bei-Bienko 1938.  Arbiblatta syriaca ingår i släktet Arbiblatta och familjen småkackerlackor.
Artens utbredningsområde är Syrien. Inga underarter finns listade i Catalogue of Life.